# Перепис населення Болгарії (2011)
Перепис населення в Болгарії 2011 року проводився Національним статистичним інститутом (НСІ) з 1 по 28 лютого. Це 17-й поспіль перепис населення в демографічній історії Болгарії. Відбувався двома способами збору інформації – електронним (1-9 лютого 2011 р.) шляхом онлайн-перепису в мережі Інтернет та традиційно – шляхом виїзду обліковців із заповненням паперової переписної картки (10-28 лютого 2011 р.). Уперше в Болгарії перепис населення проводиться через Інтернет. Станом на 1 лютого 2011 року чисельність населення Болгарії становила 7 364 570 осіб, з них 3 777 999 (51,3%) жінки і 3 586 571 (48,7%) чоловіки.

## Результати

### Населені пункти
|                | Населені пункти | Чисельність | Частка від загального населення (в %) | Середнє число на жителів в одному населеному пункті |
| Загалом        | 5302            | 7 364 570   | 100.00                                | 1389.01                                             |
| -------------- | --------------- | ----------- | ------------------------------------- | --------------------------------------------------- |
| 0              | 181             | 0           | 0.00                                  | 0.00                                                |
| 1–10           | 417             | 1960        | 0.02                                  | 4.70                                                |
| 11–50          | 703             | 19 596      | 0.26                                  | 27.87                                               |
| 51–100         | 522             | 38 923      | 0.52                                  | 74.56                                               |
| 101–500        | 1927            | 501 828     | 6.81                                  | 260.41                                              |
| 501–1000       | 750             | 529 684     | 7.19                                  | 706.24                                              |
| 1001–10 000    | 725             | 1 685 472   | 22.88                                 | 2324.78                                             |
| 10 001–50 000  | 58              | 1 237 904   | 16.80                                 | 21 343.17                                           |
| 50 001–100 000 | 12              | 876 356     | 11.89                                 | 73 021.33                                           |
| над 100 000    | 7               | 2 472 847   | 33.57                                 | 353 263.85                                          |